# Hồng Đức (xã)
Hồng Đức là một xã thuộc huyện Ninh Giang, tỉnh Hải Dương, Việt Nam.